# Теорема Мори
Теорема Мори (англ. Morrie's law) — это случайное название следующего тригонометрического тождества
{\displaystyle \cos(20^{\circ })\cdot \cos(40^{\circ })\cdot \cos(80^{\circ })={\frac {1}{8}}.}
Это частный случай более общего тождества
{\displaystyle 2^{n}\cdot \prod _{k=0}^{n-1}\cos(2^{k}\alpha )={\frac {\sin(2^{n}\alpha )}{\sin(\alpha )}}}
при n = 3 и α = 20°. «Теорема Мори» получила своё название благодаря Ричарду Фейнману, который использовал это тождество именно под этим именем. Фейнман употреблял это название потому, что в детстве он узнал указанное тождество от мальчика по имени Мори Якобс и впоследствии запомнил теорему на всю жизнь именно под этим именем.
Подобное соотношение для синуса также имеет место:
{\displaystyle \sin(20^{\circ })\cdot \sin(40^{\circ })\cdot \sin(80^{\circ })={\frac {\sqrt {3}}{8}}}.
Более того, разделив второе тождество на первое, получим тождество для тангенса:
{\displaystyle \operatorname {tg} (20^{\circ })\cdot \operatorname {tg} (40^{\circ })\cdot \operatorname {tg} (80^{\circ })={\sqrt {3}}=\operatorname {tg} (60^{\circ }).}

## Доказательство
Используем известную формулу для синуса двойного угла
{\displaystyle \sin(2\alpha )=2\sin(\alpha )\cos(\alpha ).}
Выразив отсюда {\displaystyle \cos(\alpha )}, получим
{\displaystyle \cos(\alpha )={\frac {\sin(2\alpha )}{2\sin(\alpha )}}.}
Тогда имеем
{\displaystyle {\begin{aligned}\cos(2\alpha )&={\frac {\sin(4\alpha )}{2\sin(2\alpha )}}\\[6pt]\cos(4\alpha )&={\frac {\sin(8\alpha )}{2\sin(4\alpha )}}\\&{}\,\,\,\vdots \\\cos(2^{n-1}\alpha )&={\frac {\sin(2^{n}\alpha )}{2\sin(2^{n-1}\alpha )}}.\end{aligned}}}
Перемножая соответственно левые части этих равенств друг на друга, и правые части - друг на друга, получаем:
{\displaystyle \cos(\alpha )\cos(2\alpha )\cos(4\alpha )\cdots \cos(2^{n-1}\alpha )={\frac {\sin(2\alpha )}{2\sin(\alpha )}}\cdot {\frac {\sin(4\alpha )}{2\sin(2\alpha )}}\cdot {\frac {\sin(8\alpha )}{2\sin(4\alpha )}}\cdots {\frac {\sin(2^{n}\alpha )}{2\sin(2^{n-1}\alpha )}}.}
После сокращения дробей останется синус из последнего числителя и синус из первого знаменателя, а также 2 в степени n в знаменателе:
{\displaystyle \prod _{k=0}^{n-1}\cos(2^{k}\alpha )={\frac {\sin(2^{n}\alpha )}{2^{n}\sin(\alpha )}},}
Это тождество представляет собой общую форму записи теоремы Мори.